# حارة عقبة بن نافع (صنعاء)
حارة عقبة بن نافع هي إحدى حارات حي شعوب بمديرية شعوب إحد مديريات العاصمة اليمنية صنعاء، بلغ تعداد سكانها 1166 نسمة حسب تعداد اليمن لعام 2004.